# Distrito de San Joaquín

La Provincia de Yauyos en el Departamento de Lima, Perú.

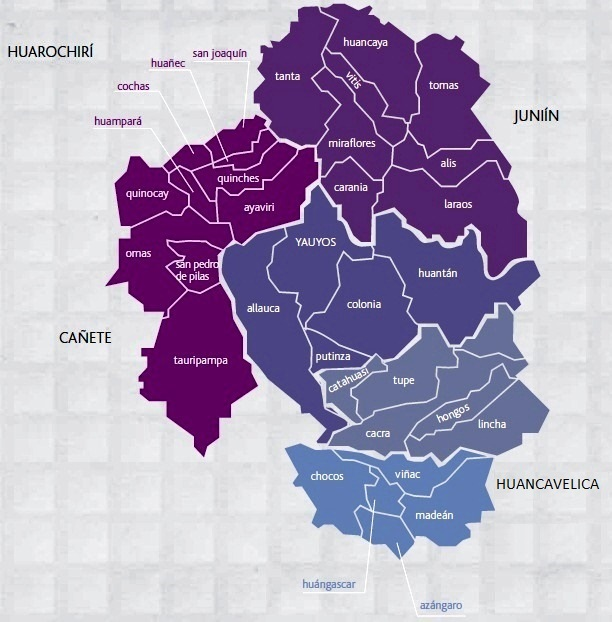
La provincia de Yauyos y sus 33 distritos.

El Distrito de San Joaquín es uno de los  treinta y tres distritos que conforman la Provincia de Yauyos, perteneciente al Departamento de Lima, en el Perú  y bajo la administración del Gobierno Regional de Lima-Provincias. 
Desde el punto de vista jerárquico de la Iglesia católica, forma parte de la Prelatura de Yauyos.

## Historia
El distrito fue creado mediante Ley N.º 12120 del 11 de octubre de 1954, en el gobierno del Presidente Manuel A. Odría.

## Geografía
Tiene una superficie de 66,44 km². Su capital es San Joaquín.

## Autoridades

### Municipales
- 2015 - 2018[2]
  - Alcalde: Donato Simión Ynga Peña, Movimiento Concertación para el Desarrollo Reginal (CDR).
  - Regidores:  Sabino Manuel Jiménez Reyes (CDR), Susaníbar De la Rosa Reyes Reyes (CDR), Betzabeth Rosario Tantavilca Rojas (CDR), Rosario Liliana Reyes Albinagorta (CDR), César Agusto Reyes Zanabria (Perú Posible).
- 2011 - 2014[3]
  - Alcalde: Heriberto Terrei Alarcón Reyes, Partido Perú Posible  (PP).
  - Regidores: Romalda Julia Rojas Espíritu (PP), César Augusto Reyes Zanabria (PP), Johan Russveht Jiménez Mendoza (PP), Rufina Áurea Reyes Laredo (PP), Edwin Smith Jiménez Mendoza (Partido Popular Cristiano).
- 2007 - 2010
  - Alcalde: Linder José Jiménez Reyes, Partido Aprista Peruano (PAP).
- 2003 - 2006[4]
  - Alcalde: Heriberto Terrei Alarcón Reyes, Partido Perú Posible  (PP).
- 1999 - 2002
  - Alcalde: José Revoredo Reyes Durán, Movimiento independiente Somos Perú.
- 1996 - 1998
  - Alcalde: Pablo Ananías Javier Zanabria, Lista independiente N.º 5 Yauyos 95.
- 1993 - 1995
  - Alcalde: .
- 1990 - 1992
  - Alcalde:  .
- 1987 - 1989
  - Alcalde: Juan Kleinge Jiménez Morales, Partido Aprista Peruano.
- 1984 - 1986
  - Alcalde: Hipólito Reyes Reyes, Partido Popular Cristiano.
- 1982 - 1983
  - Alcalde: León Isaac Reyes Flores,  Partido Acción Popular.

### Policiales
- Comisaría de Quinches
  - Comisario: Mayor PNP.[5]

### Religiosas
- Prelatura de Yauyos[6]
  - Obispo Prelado: Mons. Ricardo García García.[7]
- Parroquia Santiago Apóstol - Quinches[8]
  - Párroco: Pbro. Armando Caycho Caycho
  - Vicario parroquial: Pbro. Dimas Mendoza Saavedra.

## Educación

### Instituciones educativas
- I.E 20774

## Festividades
- San Joaquín